# Dia Mundial para a Prevenção e Cura da Exploração, Abuso e Violência Sexual Infantil
O Dia Mundial para a Prevenção e Cura da Exploração, Abuso e Violência Sexual Infantil foi aprovado pela Assembleia Geral das Nações Unidas em 7 de novembro de 2022, com uma resolução proposta por Nigéria e Serra Leoa.
Quem apresentou o texto foi a primeira-dama de Serra Leoa, Fatima Maada Bio. Em seu discurso ao órgão da ONU, ela disse que os casos de abuso sexual infantil contribuem para a carga global de doenças e afetam o desenvolvimento econômico e social, especialmente nos países em desenvolvimento. A primeira-dama expressou esperança de que a celebração aumente a conscientização sobre o abuso sexual infantil, mobilize governos e sociedade civil para promover a compreensão, agir e ajudar a eliminar a vergonha e o estigma.
A resolução que proclama a data, 
afirma a necessidade de eliminar e prevenir todas as formas de exploração, abuso e violência sexual infantil e de promover a dignidade e os direitos, inclusive a saúde mental e física e a cura, daqueles que sofrem exploração, abuso e violência sexual infantil.Original (em inglês): Affirming the need to eliminate and prevent all forms of child sexual exploitation, abuse and violence and to promote the dignity and rights, including mental and physical health and healing, of those who experience child sexual exploitation, abuse and violence.   (em inglês)
E lembra que a Agenda 2030 para o Desenvolvimento Sustentável coloca a dignidade das crianças e seu direito de viver livre de violência como uma prioridade. A agenda global prevê o fim de práticas como exploração, abuso, tráfico, tortura e todas as formas de violência contra crianças, bem como o casamento infantil, precoce e forçado e a mutilação genital feminina, que colocam as crianças em risco de sofrer exploração, abuso e violência sexual infantil.